# Hadja Djakagbè Kaba
Pour les articles homonymes, voir Kaba.
Hadja Djakagbè Kaba est une femme politique guinéenne. Elle représente la circonscription de Kankan, à l'Assemblée nationale de la république de Guinée de 2020 à 2021.

## Biographie
Hadja Djakagbè Kaba est membre du bureau politique du Rassemblement du Parti du peuple guinéen de l'ancien président Alpha Condé. 
Elle est secrétaire générale adjointe du gouvernement Kassory et présidente d'ONG[Laquelle ?].
Elle est élue députée de la circonscription de Kankan, à l'Assemblée nationale à la suite du double scrutin de 2020 devant Bara Sidibé du MPDG,,. Elle est élue 3e vice-présidente de l'Assemblée Nationale.